# San Donato Milanese
San Donato Milanese település Olaszországban, Lombardia régióban, Milánó megyében. Lakosainak száma 32 014 fő (2023. január 1.). San Donato Milanese Locate di Triulzi, Opera, Peschiera Borromeo, Mediglia, Milánó és San Giuliano Milanese községekkel határos.

## Népesség
A település lakossága az elmúlt években az alábbi módon változott:
| Lakosok száma | 32 417 | 32 416 | 32 664 | 32 014 |
|               | 2013   | 2017   | 2018   | 2023   |

## Híres szülöttjei
- Roberto Colacone labdarúgó